# Вегард Форрен
Вегард Форрен (норв. Vegard Forren, нар. 16 лютого 1988, Кюрксетерера) — норвезький футболіст, захисник клубу «Молде» та національної збірної Норвегії.
Дворазовий чемпіон Норвегії. Володар Кубка Норвегії. 

## Клубна кар'єра
У дорослому футболі дебютував на початку 2007 року виступами за команду нижчолігового клубу «КІЛ/Гемне». 
Своєю грою за цю команду привернув увагу представників тренерського штабу клубу «Молде», до складу якого приєднався у серпні того ж 2007 року. Швидко став основним гравцем захисту команди.
18 січня 2013 року молодий норвежець уклав контракт, розрахований на 3,5 роки, з англійським «Саутгемптоном». В англійському клубі Форрен не зміг пробитися до його основної команди, грав виключно за моложідний склад. За півроку «Саутгемптон» вирішив повернути Форрена до «Молде», і, попри бажання гравця спробувати свої сили в Англії, у липні 2013 він повернувся до «Молде».

## Виступи за збірні
Протягом 2008–2010 років залучався до складу молодіжної збірної Норвегії. На молодіжному рівні зіграв у 14 офіційних матчах, забив 3 голи.
2012 року дебютував в офіційних матчах у складі національної збірної Норвегії. 
| Дата       | Місто     | Господарі      | Результат | Гості     | Турнір            | Голи | Примітки |
| ---------- | --------- | -------------- | --------- | --------- | ----------------- | ---- | -------- |
| 18/01/2012 | Бангкок   | Таїланд        | 0 – 1     | Норвегія  | товариський матч  | -    |          |
| 21/01/2012 | Бангкок   | Південна Корея | 3 – 0     | Норвегія  | товариський матч  | -    |          |
| 12/10/2012 | Берн      | Швейцарія      | 1 – 1     | Норвегія  | Відбір до ЧС 2014 | -    |          |
| 16/10/2012 | Ларнака   | Кіпр           | 1 – 3     | Норвегія  | Відбір до ЧС 2014 | -    |          |
| 14/11/2012 | Будапешт  | Угорщина       | 0 – 2     | Норвегія  | товариський матч  | -    |          |
| 07/02/2013 | Севілья   | Україна        | 2 – 0     | Норвегія  | товариський матч  | -    |          |
| 22/03/2013 | Осло      | Норвегія       | 0 – 1     | Албанія   | Відбір до ЧС 2014 | -    |          |
| 14/08/2013 | Стокгольм | Швеція         | 4 – 2     | Норвегія  | товариський матч  | -    |          |
| 15/11/2013 | Гернінг   | Данія          | 2 – 1     | Норвегія  | товариський матч  | -    |          |
| 19/11/2013 | Молде     | Норвегія       | 0 – 1     | Шотландія | товариський матч  | -    |          |
| 15/01/2014 | Абу-Дабі  | Молдова        | 1 – 2     | Норвегія  | товариський матч  | -    |          |
| 05/03/2014 | Прага     | Чехія          | 2 – 2     | Норвегія  | товариський матч  | -    |          |
| 31/05/2014 | Осло      | Норвегія       | 1 – 1     | Росія     | товариський матч  | -    |          |
| Усього     |           | Матчів         | 13        |           | Голів             | 0    |          |

## Титули і досягнення
- Чемпіон Норвегії (4):

«Молде»:  2011, 2012, 2014, 2019
- Володар Кубка Норвегії (2):

«Молде»:  2013, 2014
- Володар Суперкубка Фарерських островів (1):

«Клаксвік»:  2023
- Чемпіон Фарерських островів (1):

«Клаксвік»:  2023